# Guillaume Faye
Guillaume Faye (ur. 7 listopada 1949 w Angoulême, zm. 7 marca 2019) – francuski prawicowy myśliciel, dziennikarz i pisarz.

## Kariera

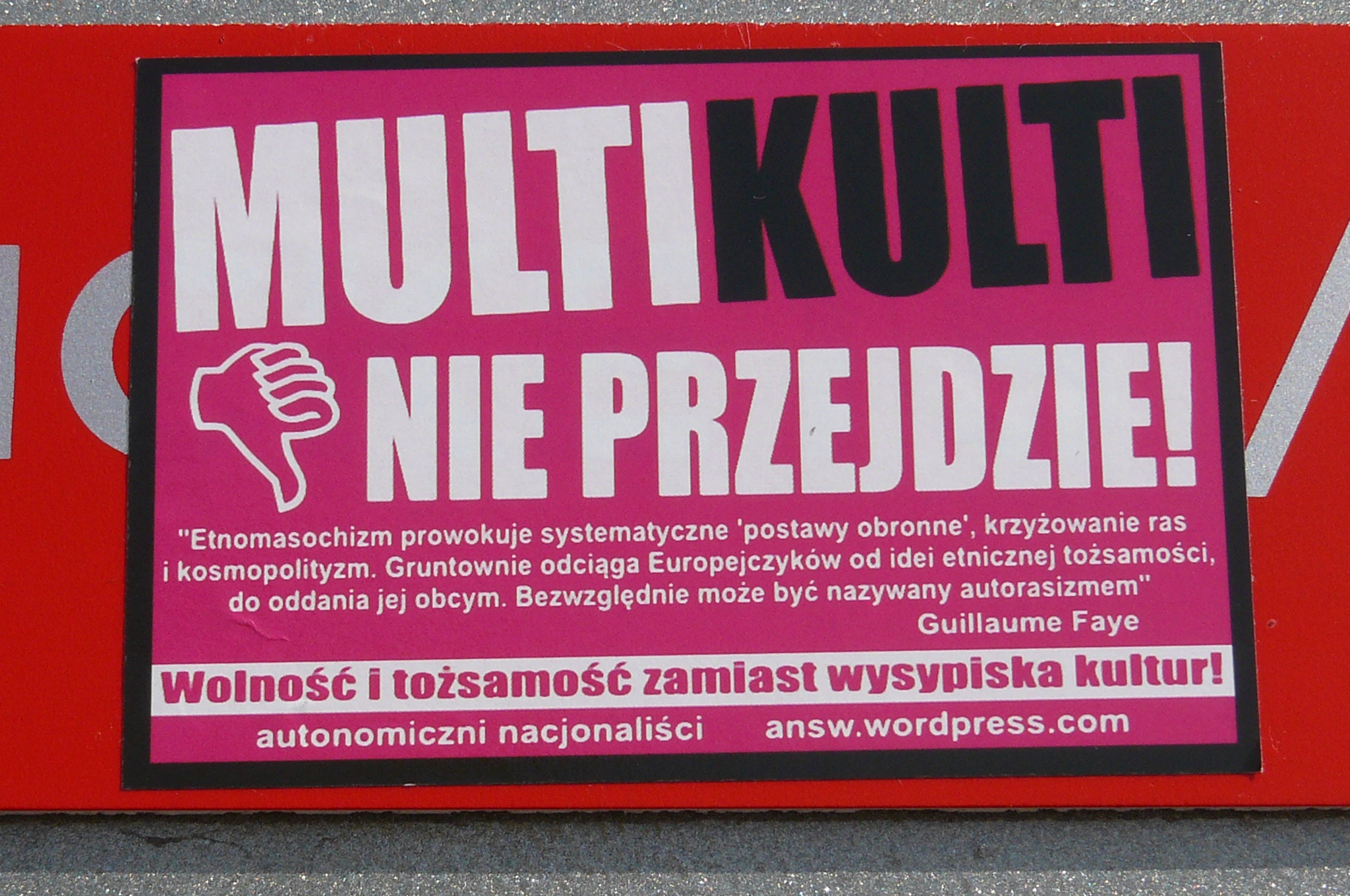
Myśl Guillaume Faye’a wyrażona na wlepce

W latach 70. i 80. XX wieku należał do najistotniejszych teoretyków francuskiej Nowej Prawicy. Był członkiem think tanku GRECE, ale potem, wraz z wieloma innymi członkami, wystąpił z tej organizacji. Wtedy też rozpoczął karierę dziennikarską. Publikował m.in. w Le Figaro Magazin, Paris Match i VSD. Samodzielnie prowadził czasopismo J'ai Tout Compris.
W latach 90. XX wieku występował w młodzieżowej stacji radiowej Skyrock. Nieobecny w polityce od 1987, wrócił doń w latach 90., publikując artykuły na temat kultury, religii i imigracji. Współpracował z tygodnikiem prawicowym Rivarol.

## Poglądy
Faye był zdecydowanym przeciwnikiem idei multikulturowości.
W książce „L’Archéofuturisme” zawarł fundamenty praktycznej postawy intelektualnej łączącej odwołanie do tradycji europejskiej i akceptację futurologicznych koncepcji wprowadzania innowacji technologicznych.

## Dzieła
- Le Système à tuer les peuples, Copernic 1981.
- Contre l’économisme, Le Labyrinthe, 1983.
- La Nouvelle société de consommation, Le Labyrinthe, 1984.
- L’Occident comme déclin, Le Labyrinthe, 1984.
- Nouveaux discours à la Nation Européenne, Albatros, 1985.
- Europe et modernité, Eurograf, 1985.
- Petit lexique du partisan européen (collaborator), Eurograf, 1985.
- Les Nouveaux enjeux idéologiques, Le Labyrinthe, 1985.
- La Soft-idéologie (collaborator as Pierre Barbès), Robert Laffont, 1987.
- L’Archéofuturisme, L'Aencre, 1999. Tłumaczenie angielskie: Archeofuturism, Arktos, 2010.
- La Colonisation de l’Europe: discours vrai sur l’immigration et l’Islam, L’Æncre, 2000.
- Les Extra-terrestres de A à Z, Dualpha, 2000.
- Pourquoi nous combattons: manifeste de la résistance européenne, L’Æncre, 2001.
- Avant-guerre, L’Aencre, 2002.
- Le coup dEtat mondial: Essai sur le Nouvel Impérialisme Américain., L’Æncre, 2004.
- La congergence des catastrophes., L’Æncre, 2004. Tłumaczenie angielskie: Convergence of Catastrophes, Arktos, 2012.
- Mon programme: Un programme révolutionnaire ne vise pas à changer les règles du jeu mais à changer de jeu, Les Éditions du Lore, 2012.